# Dransfeld
Dransfeld est une ville de Basse-Saxe en Allemagne.